# Веллс (Техас)
Веллс (англ. Wells) — місто (англ. town) в США, в окрузі Черокі штату Техас. Населення — 853 особи (2020).

## Географія
Веллс розташований за координатами 31°29′30″ пн. ш. 94°56′50″ зх. д. / 31.49167° пн. ш. 94.94722° зх. д. (31.491559, -94.947319).  За даними Бюро перепису населення США в 2010 році місто мало площу 4,96 км², уся площа — суходіл.

## Демографія
Згідно з переписом 2010 року, у місті мешкало 790 осіб у 298 домогосподарствах у складі 197 родин. Густота населення становила 159 осіб/км².  Було 370 помешкань (75/км²).
Расовий склад населення:
| - 77,2 % — білих - 16,7 % — чорних або афроамериканців - 0,6 % — корінних американців - 0,1 % — азіатів - 2,9 % — осіб інших рас |

До двох чи більше рас належало 2,4 %. Частка іспаномовних становила 6,1 % від усіх жителів.
За віковим діапазоном населення розподілялося таким чином: 28,9 % — особи молодші 18 років, 55,2 % — особи у віці 18—64 років, 15,9 % — особи у віці 65 років та старші. Медіана віку мешканця становила 36,2 року. На 100 осіб жіночої статі у місті припадало 84,6 чоловіків;  на 100 жінок у віці від 18 років та старших — 77,3 чоловіків також старших 18 років.
Середній дохід на одне домашнє господарство  становив 35 238 доларів США (медіана — 26 116), а середній дохід на одну сім'ю — 39 301 долар (медіана — 26 875). Медіана доходів становила 32 500 доларів для чоловіків та 28 125 доларів для жінок. За межею бідності перебувало 31,0 % осіб, у тому числі 32,8 % дітей у віці до 18 років та 28,4 % осіб у віці 65 років та старших.
Цивільне працевлаштоване населення становило 257 осіб. Основні галузі зайнятості: освіта, охорона здоров'я та соціальна допомога — 41,6 %, будівництво — 14,0 %, роздрібна торгівля — 13,2 %, публічна адміністрація — 12,5 %.